# Драмски стени
Драмските стени (на гръцки: Βυζαντινά τείχη Δράμας) са защитните стени, заобикалящи македонския град Драма през Средновековието.

## История
Стените датират от X век, макар че е възможно и да са по-стари. В 1206 година са разрушени от българския цар Калоян и са изградени из основи от солунския крал Бонифаций Монфератски. Оцелелите фрагменти са изцяло средновековни и следи от антично укрепление няма.
Византийските стени на Драма са класифицирани като защитен исторически паметник с решение на гръцката държава в 1962 година.

## Описание
Периметърът на стените е бил около 850 m, а площа 60 декера, оградени отвсякъде с естествени водни бариери. Запазени са няколко секции в северната част на града, около църквата „Света София“. Освен това има и други участъци разпръснати из целия град, в дворове на къщи, като често служат за граници между имоти.
В стените има две порти. На всеки 60 до 80 m има квадратни кули, от които четири са оцелели от източната страна, една от север и една в североизточния ъгъл. Част от западните стени на града са запазени в източната част на улица „Кундуриотис“. Малко на север е добре запазен доста голям участък от северната част на стената между улиците „25 май“ и „19 май“. Северната кула е най-запазена от всички кули, като в най-високата й част се виждат дървените подови гнезда. Общата височина заедно с укрепленията достига 14 m. Дебелината на зида варира от 1,70 до 3,30 m в зависимост от това дали стената е проста, както на южната и западната страна, или двойна, както на другите две. На източната част от стените, има кула в руини, достъпна откъм улица „19 май“ и „Соломос“, на която до 1945 година има часовник. Край средновековната църквичка „Свети Архангели“ е югоизточният ъгъл на стените и там се вижда една от двете известни порти.